# Liatongus capricornis
Liatongus capricornis là một loài bọ cánh cứng trong họ Bọ hung (Scarabaeidae).